# Lac Nemiscau
Lac Nemiscau är en sjö i Kanada.   Den ligger i regionen Nord-du-Québec och provinsen Québec, i den östra delen av landet, 700 km norr om huvudstaden Ottawa. Lac Nemiscau ligger 229 meter över havet.
Trakten runt Lac Nemiscau är nära nog obefolkad, med mindre än två invånare per kvadratkilometer.

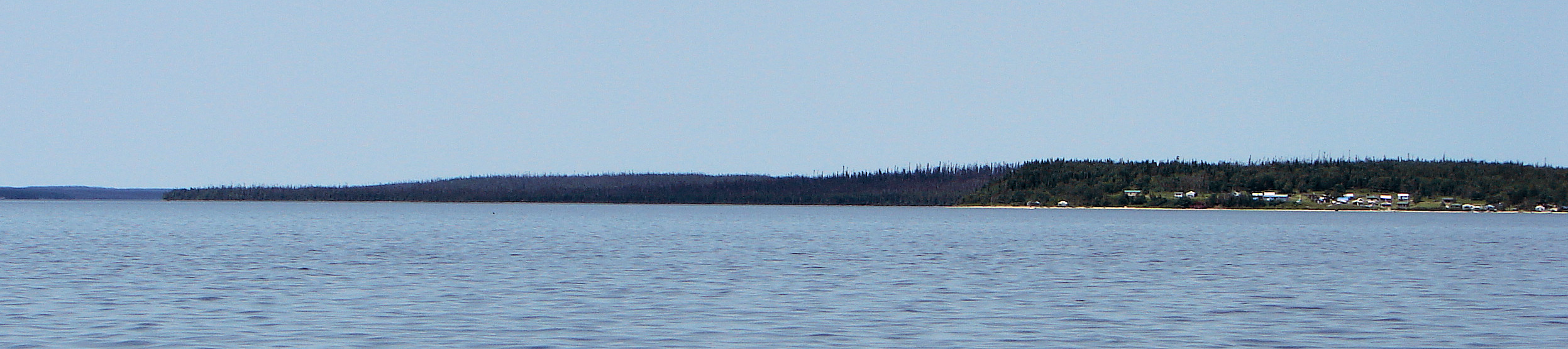
Lac Nemiscau